# 海防舰

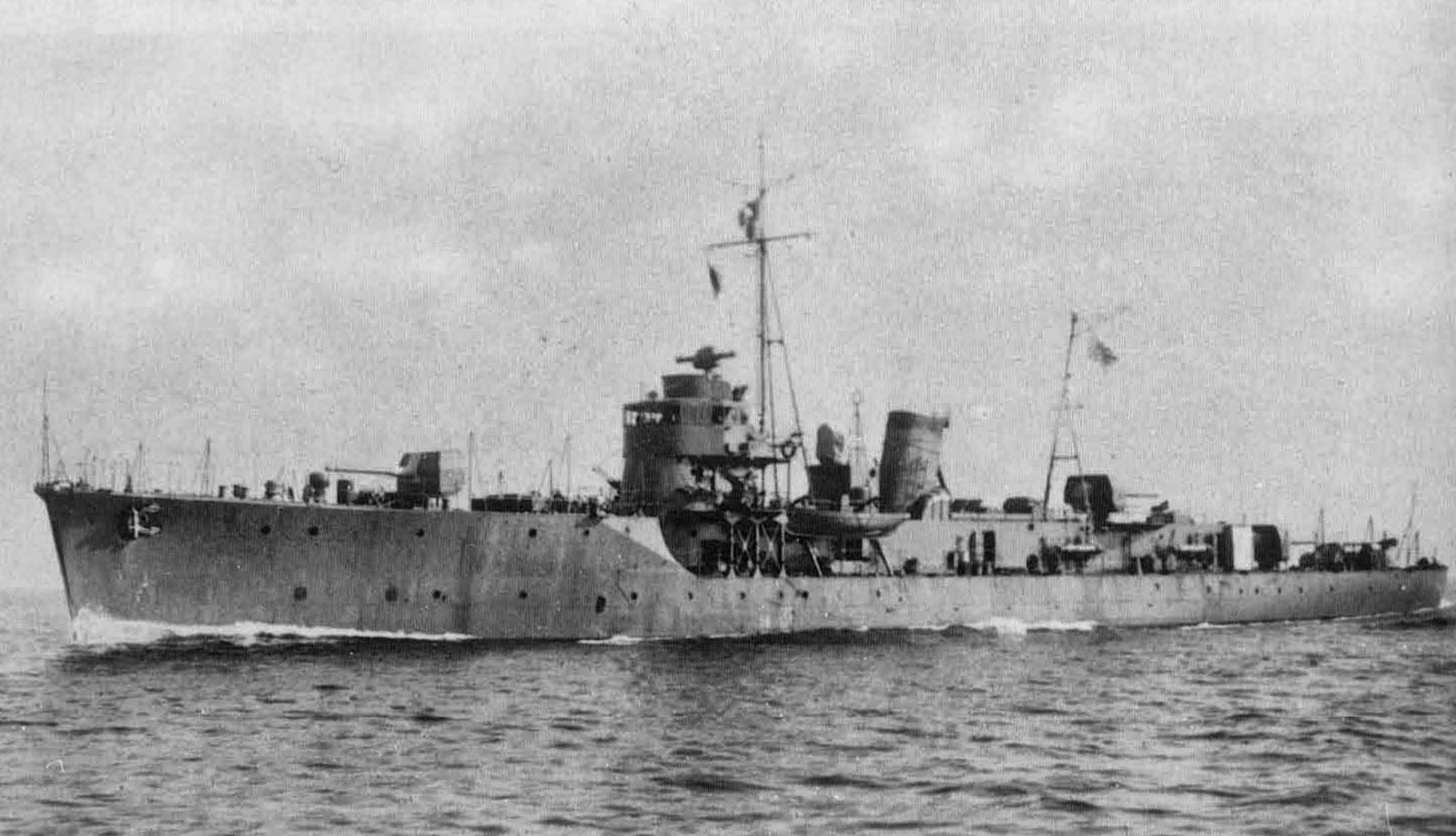
擇捉號海防艦，攝於1943年5月

海防舰（日语：／ Kaibōkan ?）指的是大日本帝国海军的一种舰船分类，在二战之前一般是将老的主力战列舰、巡洋舰降级后担任近海防御和训练任务时称为海防舰，在二战中则主要指一种简化了工艺和武装以大量生产，担任巡逻和护航任务的小舰艇。美国海军称为escort ship。

## 二战型别
日本共建造两级丁型驱逐舰和三型7级海防舰。海防舰中，甲型五级，丙型和丁型各一级。甲型海防舰的后三级原来为乙型海防舰，但在丙型设计时全部划分为甲型。
- 占守型海防艦（甲型）
- 擇捉型海防艦（甲型）
- 御藏型海防艦（甲型）
- 日振型海防艦（甲型）
- 鵜來型海防艦（甲型）
- 丙型海防艦（一号型海防艦）
- 丁型海防艦（二号型海防艦）